# Galapagoshaj
Galapagoshaj (Carcharhinus galapagensis) är en hajfisk i familjen gråhajar. Galapagoshajen återfinns i varma, tropiska vatten på djup som varierar mellan fem och 60 meter, men den håller endast till runt öar. 
Galapagoshajen är mörkt grå till färgen, och med en smutsvit undersida. Toppen på stjärtfenan är svart och dess nos är lång, och rundad. Dom växter till en medel längd av ungefär 3 meter. Dess huvudsakliga föda består till större delen av sådant som lever på havsbotten, som olika fiskar och bläckfiskar. Dock är det också känt att galapagoshajen är kannibalisk och gärna äter yngre hajar av samma släkte.